# Audun-le-Tiche
Audun-le-Tiche (fràncic lorenès Adicht) és un municipi francès situat al departament del Mosel·la i a la regió del Gran Est. L'any 2007 tenia 5.975 habitants.

## Demografia

### Població
El 2007 la població de fet d'Audun-le-Tiche era de 5.975 persones. Hi havia 2.744 famílies, de les quals 1.028 eren unipersonals (400 homes vivint sols i 628 dones vivint soles), 780 parelles sense fills, 728 parelles amb fills i 208 famílies monoparentals amb fills.
La població ha evolucionat segons el següent gràfic:
Habitants censats

### Habitatges
El 2007 hi havia 3.018 habitatges, 2.799 eren l'habitatge principal de la família, 14 eren segones residències i 205 estaven desocupats. 1.628 eren cases i 1.339 eren apartaments. Dels 2.799 habitatges principals, 1.758 estaven ocupats pels seus propietaris, 961 estaven llogats i ocupats pels llogaters i 80 estaven cedits a títol gratuït; 81 tenien una cambra, 232 en tenien dues, 648 en tenien tres, 844 en tenien quatre i 994 en tenien cinc o més. 1.755 habitatges disposaven pel capbaix d'una plaça de pàrquing. A 1.378 habitatges hi havia un automòbil i a 893 n'hi havia dos o més.

### Piràmide de població
La piràmide de població per edats i sexe el 2009 era:
| Homes | Edats   | Dones |
| ----- | ------- | ----- |
| 0     | 95 o +  | 0     |
| 0     | 90 a 94 | 24    |
| 20    | 85 a 89 | 72    |
| 28    | 80 a 84 | 76    |
| 116   | 75 a 79 | 172   |
| 152   | 70 a 74 | 204   |
| 136   | 65 a 69 | 212   |
| 160   | 60 a 64 | 172   |
| 124   | 55 a 59 | 180   |
| 208   | 50 a 54 | 164   |
| 228   | 45 a 49 | 240   |
| 160   | 40 a 44 | 196   |
| 204   | 35 a 39 | 224   |
| 252   | 30 a 34 | 260   |
| 216   | 25 a 29 | 160   |
| 160   | 20 a 24 | 128   |
| 176   | 15 a 19 | 164   |
| 152   | 10 a 14 | 148   |
| 148   | 5 a 9   | 116   |
| 68    | 0 a 4   | 128   |

## Economia
El 2007 la població en edat de treballar era de 3.903 persones, 2.824 eren actives i 1.079 eren inactives. De les 2.824 persones actives 2.559 estaven ocupades (1.383 homes i 1.176 dones) i 265 estaven aturades (121 homes i 144 dones). De les 1.079 persones inactives 322 estaven jubilades, 271 estaven estudiant i 486 estaven classificades com a «altres inactius».

### Ingressos
El 2009 a Audun-le-Tiche hi havia 2.531 unitats fiscals que integraven 5.163 persones, la mediana anual d'ingressos fiscals per persona era de 18.103 €.

### Activitats econòmiques
Dels 184 establiments que hi havia el 2007, 4 eren d'empreses extractives, 6 d'empreses alimentàries, 6 d'empreses de fabricació d'altres productes industrials, 8 d'empreses de construcció, 45 d'empreses de comerç i reparació d'automòbils, 4 d'empreses de transport, 17 d'empreses d'hostatgeria i restauració, 1 d'una empresa d'informació i comunicació, 7 d'empreses financeres, 18 d'empreses immobiliàries, 14 d'empreses de serveis, 32 d'entitats de l'administració pública i 22 d'empreses classificades com a «altres activitats de serveis».
Dels 52 establiments de servei als particulars que hi havia el 2009, 1 era una oficina d'administració d'Hisenda pública, 1 gendarmeria, 1 oficina de correu, 4 oficines bancàries, 1 funerària, 5 tallers de reparació d'automòbils i de material agrícola, 1 taller d'inspecció tècnica de vehicles, 1 autoescola, 1 paleta, 2 fusteries, 4 lampisteries, 1 electricista, 9 perruqueries, 1 veterinari, 9 restaurants, 4 agències immobiliàries i 6 salons de bellesa.
Dels 24 establiments comercials que hi havia el 2009, 3 eren supermercats, 1 una gran superfície de material de bricolatge, 5 fleques, 2 carnisseries, 1 una peixateria, 3 botigues de roba, 1 una botiga d'equipament de la llar, 3 botigues d'electrodomèstics, 2 botigues de mobles, 1 una botiga de material de revestiment de parets i terra i 2 floristeries.
L'any 2000 a Audun-le-Tiche hi havia 5 explotacions agrícoles.

## Equipaments sanitaris i escolars
El 2009 hi havia 1 centre de salut i 2 farmàcies.
El 2009 hi havia 4 escoles maternals i 3 escoles elementals. Audun-le-Tiche disposava d'un col·legi d'educació secundària amb 254 alumnes.

## Poblacions més properes
El següent diagrama mostra les poblacions més properes.